# Un uomo ritorna
Un uomo ritorna è un film italiano del 1946 diretto da Max Neufeld.

## Trama
Nel 1940 Sergio, il capotecnico di una centrale idroelettrica, festeggia in casa l'onomastico della madre e il prossimo matrimonio con Adele, giovane vedova con un figlio, ma l'atmosfera idilliaca viene presto offuscata dall'entrata in guerra dell'Italia; richiamato alle armi, con i gradi da tenente viene fatto prigioniero per tre anni. Alla fine del conflitto ritorna, ma trova il paese devastato, la centrale distrutta e i campi minati. In famiglia ritrova, oltre alla madre, la sorella Luciana e il fratello Carletto, tutti ospiti in casa di Adele e di suo fratello Anselmo, il quale nel frattempo ha perduto una gamba durante i bombardamenti.
Mentre cerca di scuotere gli operai e Siluritto, un anziano cercamine aiutato dal suo cane nell'inerzia in cui sono caduti, Sergio cerca di aiutarli sollecitando finanziamenti presso le autorità competenti nella capitale, ma arrivato lì scopre, oltre alle lungaggini burocratiche, che la sorella, mal consigliata da una sua amica, frequenta compagnie poco adatte rischiando di finire in un giro di prostituzione, e il fratello commercia sigarette di contrabbando. Adele da oltre un anno non ha più notizie di Giorgio, il suo unico figlio, deportato durante una retata; ma un giorno gli abitanti del condominio scoprono il ritorno di Mario, un ex caposquadra della milizia al quale attribuiscono la causa della deportazione di Giorgio, e durante il processo, nel quale viene condannato a venti anni di reclusione, Adele viene a sapere che Giorgio è deceduto in un campo di prigionia. Distrutta dalla rivelazione, e consolata invano da Annunziata e un'altra sua amica, la donna prende dal cassetto una pistola decisa a farsi giustizia da sola cercando di uccidere Simonetta, la moglie del condannato, ma una volta entrata in casa scopre che lei ha avuto due figli, di cui uno appena nato, e decide di recedere dal proposito.
Un anno più tardi ritroviamo l'intera famiglia riunita in casa, con Luciana e Carletto che hanno abbandonato le cattive frequentazioni; la centrale idroelettrica è ritornata a funzionare, i campi sono stati sminati anche se ciò è costato il sacrificio di Siluritto, che ha perso la vita nel ritrovamento di una mina, e l'intero paese ha nuovamente la luce elettrica. La felicità di un tempo è perduta per sempre, ma Adele potrà contare sulla vicinanza di Sergio per ritrovare la serenità.

## Distribuzione
Il film ottenne il visto di censura n. 598 del 27 aprile del 1946 (con tagli e modifiche in sei scene) ma ebbe scarsa fortuna (l'incasso fu di 48.000.000 di lire) e sparì quasi subito dalla circolazione, nonostante fosse stato proiettato anche in Francia, con il titolo Un homme revient, e negli Stati Uniti nel dicembre del 1947 con il titolo Revenge.
Da segnalare che tutte le filmografie consultate riportano Olinto Cristina nel ruolo del commissario, ma alla visione del film è chiaramente riconoscibile Cesare Polacco.

## Ritrovamento
Considerato perduto per diversi decenni, una copia integrale francese del film in 35 mm venne ritrovata a Parigi da Giancarlo Mancini, insieme a una copia col doppiaggio italiano in 16 mm con i tagli di censura, che nell'edizione in DVD pubblicata nell'aprile del 2008 dalla Ripley's Home Video sono stati ripristinati.
Il film venne inoltre presentato alla 65ª Mostra internazionale d'arte cinematografica di Venezia nella retrospettiva Questi fantasmi. Il cinema italiano ritrovato (1946-1975).
Il 25 aprile del 2020 la Ripley's Film (detentrice dei diritti) rese disponibile la visione gratuita della pellicola per un solo giorno su YouTube.